# Zlatko Grgić
Zlatko Grgić (Zagabria, 21 giugno 1931 – Toronto, 4 aprile 1988) è stato un animatore croato.

## Biografia
Grgić ha studiato giornalismo e diritto presso l'Università di Zagabria.
È uno dei principali autori della seconda generazione della Scuola di animazione di Zagabria ed è stato  premiato in numerosi festival internazionali.

## Filmografia
- Il porcellino canterino (Muzikalno Prase), 1965. Nominato alla Palma d'Oro del Festival di Cannes 1966 per il miglior cortometraggio.
- Un filtro magico (Davolja posla), 1965. Altro nome: "L'opera del diavolo".
- Il professor Balthazar
- Dream Dolls